# Плинфа
Пли́нфа (от греч. πλίνθος — «кирпич») — строительный материал Древнего Рима, Византии и церковного зодчества стран византийского круга — Болгарии, Киевской Руси.
Тонкий обожжённый кирпич, часто квадратной формы, ширина которого примерно равнялась длине.

Плинфа имела самую различную форму и довольно внушительные размеры: в Древнем Риме — 500×550×45 мм, в Византии и Древней Руси — 300×350×25 мм. Плинфа меньших размеров использовалась как черепица. Изготавливалась в специальных деревянных формах. Плинфа сушилась 10—14 дней, затем её обжигали в печи. На многих плинфах находят клейма, которые считаются клеймами изготовителя. Строили из них с использованием толстого слоя раствора, зачастую равного по толщине самой плинфе, из-за чего стена храма становилась «полосатой».
В кладке en:opus vittatum через несколько рядов плинф укладывали ряд природного камня. Считается, что использование плинфы помогало повысить сейсмоустойчивость зданий.
В Византии стены из плинфы почти никогда не штукатурились. Характерным примером использования плинфы в кладке opus vittatum в средневизантийском зодчестве является храм Иоанна Предтечи в Керчи (около IX века).
В Киевской Руси плинфа была основным материалом для возведения конструктивных элементов зданий. Во Владимиро-Суздальской Руси плинфа с середины XII века почти полностью уступила место белому камню, из неё строились только второстепенные постройки. С конца XV века в великом княжестве Московском стал повсеместно применяться формованный кирпич.